# Сованьярг, Жан
Жан Сованьярг (фр. Jean Sauvagnargues), (2 апреля 1915, Париж, Франция — 6 августа 2002, Париж) — французский политический деятель, министр иностранных дел Франции в первом кабинете Жака Ширака при президенте Валери Жискар д'Эстен с 28 мая 1974 по 27 августа 1976 год.

## Биография
На дипломатической службе с 1941 года. В 1943 году примкнул к французскому Движению Сопротивления.
- 1945—1946 годах — сотрудник кабинета Ш. де Голля.
- 1946—1949 годах — начальник политического отдела Комиссариата по германским делам Франции.
- 1949—1954 годах — заместитель заведующего Центральноевропейским отделом МИД Франции.
- 1955—1956 годах — сотрудник кабинета министра иностранных дел Франции.
- 1956—1960 годах — посол Франции в Эфиопии.
- 1960—1962 годах — директор департаментов Северной Африки и Ближнего Востока, Африки и Мадагаскара МИД Франции.
- 1962—1970 годах — посол Франции в Тунисе.
- 1970—1974 годах — посол Франции в ФРГ.
- 1974—1976 годах — министр иностранных дел Франции.
- 1977—1981 годах — посол Франции в Великобритании.
- 1977—1978 годах — дипломатический советник правительства Франции.